# Криничуватка
Криничува́тка — село в Україні, в Устинівській селищній громаді Кропивницького району Кіровоградської області. Населення становить 597 осіб. Колишній центр Криничуватської сільської ради.

## Населення
Згідно з переписом УРСР 1989 року чисельність наявного населення села становила 673 особи, з яких 313 чоловіків та 360 жінок.
За переписом населення України 2001 року в селі мешкало 595 осіб.

### Мова
Розподіл населення за рідною мовою за даними перепису 2001 року:
| Мова       | Відсоток |
| ---------- | -------- |
| українська | 97,15 %  |
| російська  | 2,35 %   |
| молдовська | 0,50 %   |